# Mãe Ana de Ogum
Ana Maria Araújo Santos (1945, Salvador), mais conhecida como Mãe Ana de Ogum, filha-de-santo de Mãe Simplícia de Ogum da Casa de Oxumarê, ialorixá do Candomblé Ilê Axé Oju Onirê localizado no Parque Jacarandá – Taboão da Serra, São Paulo.
Iniciada para o culto aos Orixás no candomblé em 24 de maio de 1960, aos 16 anos de idade, sendo que conviveu dentro da Casa de Oxumarê desde seus 9 anos de idade, e surpreendentemente não tinha a menor pretensão de ser iniciada. Após iniciada foi se aprofundando e mantendo viva a tradição do candomblé. Iniciou e ainda inicia inúmeras pessoas para o culto aos Orixás, cuida de filhos de santo de quase todo o Brasil e alguns na Europa. Ostenta em sua trajetória de vida vários prêmios e louvores religiosos, sociais, incluindo a Medalha Anchieta, e o título de cidadã paulistana pela Câmara Municipal Legislativa no ano de 2010. Preza pela harmonia e boa conduta na religião que se tornou parte integral de sua vida.
No ano de 2010, completou 50 anos de iniciação (Odum Adotá), juntamente com suas irmãs de barco: Elza de Oxóssi, Walquíria de Oxum e Beth de Oxalá. Motivo de muita festa e celebração na Ilê Axé Oxumarê.